# Пыжовка (Хмельницкая область)
Пыжовка (укр. Пижівка) — село в Новоушицком районе Хмельницкой области Украины.
Население по переписи 2001 года составляло 678 человек. Почтовый индекс — 32652. Телефонный код — 3847. Занимает площадь 2,068 км². Код КОАТУУ — 6823382702.
Село лежит на левом берегу реки Днестр, близ впадения в неё реки Ушицы.

## Местный совет
3265, Хмельницкая обл., Новоушицкий р-н, с. Зелёные Куриловцы

## Галерея
- Дом культуры
- Церковь
- Днестровское водохранилище у с. Пыжовка